# November
November az év tizenegyedik hónapja a Gergely-naptárban, és 30 napos. Neve a latin novem szóból származik,  amelynek jelentése kilenc, mivel eredetileg az év kilencedik hónapja volt a római naptárban, mielőtt a január és február hónapokat hozzáadták az évhez. A 18. századi nyelvújítók a novembernek a gémberes szót javasolták. A népi kalendárium Szent András havának nevezi.
A november szóval egyértelműsítik az N betűt a NATO fonetikus ábécéjében.

## November eseményei
- november 1.:
  - Mindenszentek napja

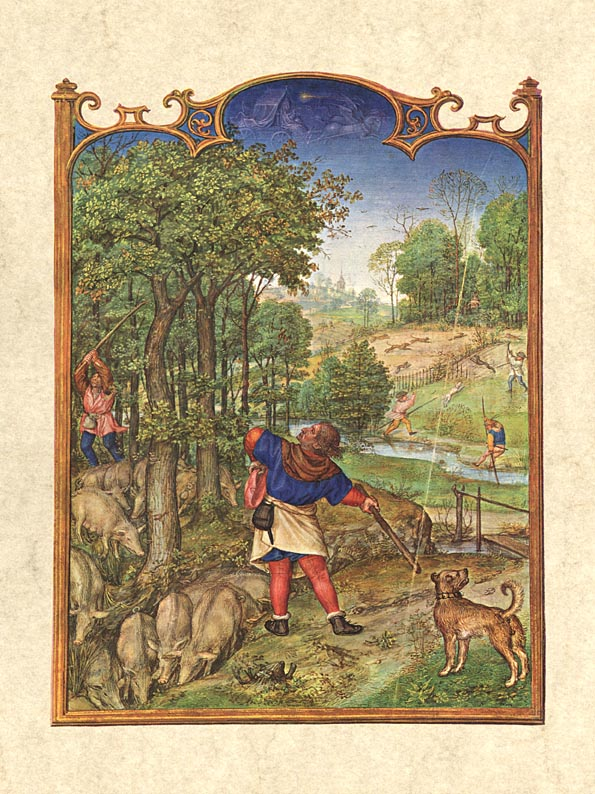
November a Grimani Breviáriumban

  - Algéria  A Forradalom évfordulója
  - Szlovénia: az emlékezés napja
  - Antigua és Barbuda függetlenségének napja
  - a Veganizmus világnapja
- november 2.:
  - halottak napja
  - Panamai Köztársaság:  A függetlenség kikiáltásának napja
- november 3.:
  - A Magyar Tudomány napja: 1825-ben ezen a napon ajánlotta fel egyéves jövedelmét Széchenyi István gróf a Magyar Tudós Társaság létesítésére.
  - Dominikai Köztársaság: Függetlenség és felfedezés napja
  - Moldova nemzeti ünnepe
  - a japán kultúra napja
  - Mikronézia: Függetlenség Napja
  - Panama Elszakadás napja (Kolumbiától)
- november 4.: 
  - Nemzeti gyásznap  az 1956-os forradalom leverésének emlékére Magyarországon
  - Panama: Nemzeti jelképek napja
  - Dominikai Köztársaság: a népi választás napja
  - A nemzeti egység napja Oroszországban (az 1612-es felkelés emlékére)
- november 5.:
  - Európai Kereskedelmi Nap
  - Nagy-Britanniában és Észak-Írországban Guy Fawkes sikertelen lőporos összeesküvésének napja
  - Szent Imre ünnepe
- november 6.:
  - Nemzetközi nap a környezet háború és fegyveres konfliktus során történő kifosztásának megelőzéséért
- november 7.:
  - a magyar opera napja (Erkel Ferenc születése évfordulóján)
  - októberi forradalom – oroszországi 1917-es októberi orosz forradalom („Nagy Októberi Szocialista Forradalom”) (1917)
  - Rákellenes nap
- november 8.:
  - a radiológia nemzetközi napja, 2012 óta.
  - Kréta (Görögország) nemzeti ünnepe az Arkadi kolostor ostroma emlékére. Csak regionális ünnep.

november 9.
- - Kambodzsai Királyság: A Függetlenség ünnepe
  - a berlini fal megnyitásának napja Németországban
  - Az ukrán nyelv írásának és beszédének napja
- november 10.
  - a tudomány világnapja a békéért és a fejlődésért 2002-től-
  - Mustafa Kemal Atatürk török államfő emléknapja Törökországban a halála napján.
- november 11.
  - Angolai Köztársaság:  A Függetlenség kikiáltása
  - Lengyelország: A Függetlenség napja
  - a veteránok napja az Amerikai Egyesült Államokban
  - a fegyverszünet napja (vagy az emlékezés napja) a (brit) Nemzetközösség országaiban, Franciaországban és Belgiumban az I. világháborút lezáró compiègne-i fegyverszüneti egyezmény aláírásának emlékére
- november 12.:
  - irodalmi szervezetek napja a Kisfaludy Társaság megalakulásának napján.
- november 13.:
  - a kedvesség világnapja (National Kindness Day)
  - a magyar szentek és boldogok emléknapja
  - a magyar nyelv napja annak emlékére, hogy 1844-ben e napon fogadták el a magyart hivatalos nyelvvé tevő törvényt.
- november 14.:
  - a cukorbetegség világnapja
- november 15.:
  - Brazília – A Köztársaság Kikiáltásának Napja (1889)
  - Belgium: a király napja és a belgiumi német nyelvű közösség napja
  - A bebörtönzött írók napja.
- november 16.:
  - Tolerancia nemzetközi napja
  - Észtország: A Szovjetuniótól való szuverenitás kinyilvánításának napja.
  - az izlandi nyelv napja, Jónas Hallgrímsson izlandi költő születése évfordulóján
- november 17.:
  - Budapest napja, a Pest, Buda és Óbuda egyesülésével létrejött székesfőváros közgyűlésének 1873-as első ülése emlékére
  - Nemzetközi diáknap Csehszlovákia náci megszállásakor meggyilkolt Jan Opletal és több száz társa emlékére (1989 óta)
  - A szabadságért és demokráciáért való küzdelem napja Csehországban és Szlovákiaban az 1989-es bársonyos forradalom emlékére
  - A koraszülöttek világnapja 2011 óta. Ebből az alkalomból lilába „öltöztetnek” mindent. Nemzetközi esemény, Magyarországon is sok épületet lilával világítanak meg ezen a napon, például Budapesten a MÜPÁ-t és a Budapest EYES-t. Ennek a napnak a célja, hogy felhívja a figyelmet a koraszülöttségre mint népbetegségre. A világban minden 10. gyermek – Magyarországon kb. minden 9-10. gyermek – korábban érkezik a világra, mint a 37. gesztációs hét.
  - Ekkortájt van a Leonidák meteorraj láthatóságának csúcspontja
  - Kongói Demokratikus Köztársaság: A hadsereg napja
- november 18.:
  - Lett Köztársaság: A Köztársaság kikiáltásának napja
  - Üzbegisztán: Zászló napja
  - Marokkó: Függetlenség napja
  - Litvánia, Omán nemzeti ünnepe
- november 19.:
  - Monaco: Nemzeti ünnep
  - Mali: A hadsereg napja
  - Puerto Rico: Puerto Rico felfedezésének napja
  - Nemzetközi férfinap.
- november 20.:
  - Ifjú Zenebarátok Világnapja
  - a gyermekek jogainak világnapja, ezen a napon fogadta el az ENSZ Közgyűlése a gyermekek jogairól szóló egyezményt 1989-ben
  - A tanárok napja Vietnámban.
- november 21.:
  - A Televíziózás nemzetközi napja
- november 22.:
  - a Magyar Közoktatás Napja Magyarországon 1991 óta
  - Szent Cecília napja: Szent Cecília a zenészek védőszentje
  - Libanoni Köztársaság:  Függetlenség kikiáltása a franciáktól. (1943)
  - az albán ábécé napja (az 1908-as manasztiri kongresszus évfordulóján, melyen egységesítették az albán ábécét.
- november 24.:
  - - A tanárok napja Törökországban (a latin ABC 1928-as bevezetésének évfordulóján), (törökül Öğretmenler Günü). Az ünnepet Kemal Atatürk tette erre a napra.
- november 25.:
  - a magyar labdarúgás napja – londoni 6:3 (MLSZ) (1993 óta)
  - Suriname: Függetlenség napja
  - Bosznia-Hercegovina nemzeti ünnepe
  - A nők elleni erőszak megszüntetésének világnapja
  - a Szovjetunióba hurcolt magyar politikai rabok és kényszermunkások emléknapja
- november 26.
  - az alkotmány napja Indiában
  - nemzeti ünnep Mongóliaban (a népköztársaság 1924-es kikiáltásának évfordulóján)
- november 27.:
  - XIII. Leó pápa 1894-ben bevezette a Szeplőtelen Szűz Mária Csodásérmének ünnepnapját november 27-re.
  - a véradók napja Magyarországon (1988 óta), annak emlékére, hogy először 1957. november 27-én adtak át kitüntetéseket véradásért.
- november 28.:
  - Mauritániai Iszlám Köztársaság: A Függetlenség napja (1960)
  - Albán Köztársaság: A Függetlenség kikiáltása.
  - Panama: A Függetlenség napja
  - Csád: a Köztársaság napja
- november 29.:
  - Albán Köztársaság: A Felszabadulás napja.
  - Libéria: William Tubman elnök születésnapja.
  - a palesztin néppel való szolidaritás nemzetközi napja (Palesztina felosztásáról szóló 181 (II) sz. ENSZ-határozat 1947-es elfogadásának évfordulóján)
- november 30.:
  - Barbados a függetlenség napja (1966)
  - Jemen: a függetlenség napja (1967), az utolsó brit katona távozásának napja.
  - Skócia: nemzeti ünnep (Szent András-nap)
  - Szent András napja

- november második szerdája: Térinformatikai világnap (GIS Day)
- november harmadik csütörtökje: Dohányzásmentes - füstmentes világnap.
- november harmadik csütörtökje: A filozófia világnapja.
- november harmadik vasárnapja: A közlekedési balesetek áldozatainak emléknapja.
- november utolsó péntekje: Nemzetközi Ne vásárolj semmit nap
- Az Egyesült Államokban a hálaadás ünnepét november negyedik csütörtökén tartják.
- Mindenszentek Svédországban és Finnországban munkaszüneti nap november első szombatján.
- Az Amerikai Egyesült Államokban minden második páros év novemberében tartják a választásokat, a hónap első hétfőjét követő kedden, így az november 2-a és 8-a közé esik.
- * A hindu holdnaptár kárttika hónapjában (október-november) az újhold napjára esik a díváli (más néven dípávali, (Dévanágari:दिवाली) a fények ünnepe. A hindu vallás egyik legjelentősebb ünnepe, amelyről a szikh és dzsaina vallásúak is megemlékeznek.

## Kiegészítések
- A horoszkóp csillagjegyei közül az alábbiak esnek a november hónapba:
  - Skorpió (október 23-november 21.) és
  - Nyilas (november 22-december 21.)
- November folyamán a Nap az állatöv csillagképei közül a Mérleg csillagképből a Skorpió csillagképbe, majd a Kígyótartó csillagképbe lép.
- November minden évben a hét ugyanazon napjával kezdődik, mint az adott év márciusa, és a szökőévek kivételével a február is ugyanazon nappal kezdődik, mint a november.

## November az irodalomban
- Somlyó Zoltán: November
- Móra Ferenc: November-est 1911
- Juhász Gyula: November 1920
- Juhász Gyula: Anakreoni dal (November hűs derűje) 1920
- Gárdonyi Géza: November

Zas Lóránt: Novemberben (részlet)
Novemberben sírnak az utcák,
 
novemberben sírnak az emberek.

Novemberben Budán és Pesten
 
nevetni nem lehet.
Novemberben a Farkasréten

halottak napi mise-csend fogad.
 
Novemberben fehér virággal

fedik a sírokat.
Novemberben égnek a gyertyák.
 
Kicsinyek, teltek, véznák és nagyok.
 
Novemberben földig hajolnak
 
a sötét kalapok.
Novemberben csend van és béke.
 
Temető, fejfa, virág és kereszt.
 
Novemberben könnyek köszöntik
 
az elesetteket.
Novemberben géppuskák szórtak,
 
tankok tapostak. A föld remegett.
 
Novemberben gyilkoltak, öltek.
 
November temetett.
Novemberben itt esküt szegtek,
 
gyaláztak törvényt, tiportak jogot.
 
Novemberben vörössel, vérrel
 
a máglya lobogott.
Novemberben erőszak vágott,
 
gumibot tépett, börtön kacagott.
  
Novemberben a homlokunkra
  
égettek csillagot.
Novemberben öklök szorulnak
 
és felbizseregnek a tenyerek.
  
Novemberben élők a holtak.
  
November fenyeget.

## Külső hivatkozások
- November.lap.hu - linkgyűjtemény